# Josue Souza Santos
Josue Souza Santos (sinh ngày 10 tháng 7 năm 1987) là một cầu thủ bóng đá người Brasil.

## Sự nghiệp câu lạc bộ
Josue Souza Santos đã từng chơi cho Sagan Tosu và FC Machida Zelvia.